# Guillermo Rico
Guillermo Rico (Lanús, Buenos Aires, Argentina, 10 de febrero de 1920 - ibídem, 18 de mayo de 2013) fue un actor y cantante que desarrolló una extensa carrera profesional en cine, radio y televisión. Fue uno de los integrantes de Los Cinco Grandes del Buen Humor.

## Carrera profesional
Debutó en 1937 en el Club Talleres de Remedios de Escalada como cantor de tangos y más tarde integró el conjunto Los Bohemios que dirigía Mario Pugliese. En 1938 pasó a trabajar cantando y haciendo imitaciones en el programa radial La caravana del buen humor que luego pasó a llamarse La cruzada del buen humor, que dirigía Tito Martínez del Box y actuaba con libretos de Máximo Aguirre. Con ellos debutó en cine en 1943 en el filme El fabricante de estrellas. En esa época el pianista Oscar Sabino lo presentó a Francisco Canaro, quien lo incorporó como cantor de su orquesta con el seudónimo de Guillermo Coral, vinculación que mantuvo hasta 1946. Con Canaro, Rico actuó en 1945 en el Teatro Alvear en El tango en París, con libro de Ivo Pelay, adaptación libre de la obra homónima de Enrique García Velloso que Florencio Parravicini estrenara en 1913, junto a Alicia Vignoli, Rosa Catá, Ibis Blanco, León Zárate, Oscar Villa, Cayetano Biondo y el cantor Alberto Arenas; en la obra Rico cantó Niebla y a dúo con Vignoli, el vals No llores más y estrenó la milonga Serafín y Julia Paz.
Con Canaro grabó, entre otras piezas, los tangos Tres palabras, En la noche de tus ojos, Muriéndome de amor y los valses Tristeza criolla, Incomprensión y En un barco velero.
Más tarde, hacia 1948, Guillermo Rico, junto a Rafael Carret, Jorge Luz, Zelmar Gueñol y el músico Juan Carlos Cambón crearon Los cinco grandes del buen humor, un grupo que causó sensación en el cine de entonces filmando con gran éxito durante toda la década del cincuenta y actuando en los espacios centrales de la radio. Rico era el galán del grupo, y además el que cantaba las piezas musicales haciendo imitaciones de conocidos cantantes. También trabajó en el teatro de revistas junto a Pepe Arias, Zulma Faiad y Rafael Carret. 
Dos décadas después que el grupo se disolviera, Rico volvió al cine con El fantástico mundo de María Montiel (1978) y filmó otras películas, incluyendo uno de los principales papeles -oficial de policía- en Sentimental (réquiem para un amigo)  (1981), dirigido por Sergio Renán. También laboró en televisión en populares programas como Rolando Rivas, taxista y Como pan caliente.
En 2002 participó de una película independiente amateur filmada en video inédita, rodada en Rafaela, Santa Fe, junto a un grupo de jóvenes realizadores, participando también en un corto de los mismos para un concurso de un canal de cable nacional. En Rafaela también tuvo su participación en un programa llamado Guillermo Rico en Acción, a mediados de la década de 1990's, bajo la producción de Eugenio Morbidoni y su familia, amigos desde hacía mucho tiempo, y por los cuales visitaba con frecuencia la ciudad santafesina.
Miembro de la Asociaciòn Argentina de Actores desde junio de 1948. 
La Asociación Argentina de Actores, junto con el Senado de la Nación, le entregó el Premio Podestá a la Trayectoria Honorable en 1999.
Falleció en su ciudad natal el 18 de mayo de 2013. Su cuerpo descansa en el Panteón de la Asociación Argentina de Actores del Cementerio de la Chacarita.

## Obras grabadas
- Café para dos
- La canción
- Como una herida
- Desagravio
- Encuentro
- En la noche de tus ojos
- En un barco velero
- Incomprensión
- Meditación maleva
- Mi promesa
- Miguel Ángel
- Muriéndome de amor
- Niebla
- La novia del alcohol
- Tres palabras
- Tristeza criolla
- Tú, el cielo y tú
- La última copa
- Viernes de pasión

## Filmografía
Actor
- India Pravile … Amigo del café   (2003)
- Te amo  … Cantor en la estación de tren  (1986)
- Señora de nadie …Varela   (1982)
- Sentimental (Requiem para un amigo)  …Miñán    (1981)
- Frutilla …Francisco Canaro   (1980)
- El fantástico mundo de la María Montiel    (1978)
- El satélite chiflado    (1956)
- África ríe    (1956)
- Los peores del barrio    (1955)
- Veraneo en Mar del Plata    (1954)
- Desalmados en pena    (1954)
- Trompada 45    (1953)
- Vigilantes y ladrones   …Guille  (1952)
- La patrulla chiflada   (1952)
- Locuras, tiros y mambo    (1951)
- Fantasmas asustados …Guille   (1951)
- Cinco locos en la pista    (1950)
- Cinco grandes y una chica    (1950)
- Cuidado con las imitaciones    (1948)
- El fabricante de estrellas    (1943) .... Él mismo

## Televisión
- Mosca & Smith    (2005) Serie
- Verano del 98    (1998) Serie
- Laberinto sin ley (1997) Miniserie
- Como pan caliente    (1996) Serie
- Los machos (1994-1995)
- Son de diez (1992-1995) ... Antonio
- La elegida    (1992) Serie .... José
- Ella contra mí    (1988) Serie .... Laureano
- Dos para una mentira (1986) Serie .... Pedro (1986)
- No es un juego vivir    (1985) Serie
- Paloma hay una sola    (1984) Serie
- Sola    (1983) Serie .... Mauro
- Un hombre como vos    (1982) Serie .... Mauro
- Chau, amor mío    (1979) Serie
- El tema es el amor    (1977) Serie
- Pablo en nuestra piel    (1977) Serie
- Tu rebelde ternura    (1975) Serie .... Atilio
- Mi hombre sin noche    (1974) Serie .... Suboficial Pirán
- Rolando Rivas, taxista    (1972) Serie .... El abuelo Nicastro (1973)